# Думай і багатій
Думай і багатій (англ. The Think and Grow Rich Action Pack) — нехудожня книга Наполеона Гілла, автора творів із самодопомоги. Вперше опублікована в 1937 році. За словами офіційних біографів Гілла, за перші п'ятдесят років після виходу «Думай і багатій» її загальний тираж склав 20 млн примірників. У 2017 перекладена українською мовою видавництвом «Наш Формат» (перекладач — Ганна Кирієнко) і видавництвом «Клуб сімейного дозвілля» (перекладач — Марта Сахно).

## Огляд книги
«Думай і багатій» базується на матеріалах попередньої книги Н. Гілла «Закон успіху».
У книзі «Думай і багатій» Гілл стверджує, що Ендрю Карнегі особисто розкрив йому секрет багатства у 1908 році, після чого Гілл протягом 25 років ретельно вивчав досвід 25 000 людей, серед яких п'ятсот найбагатших американців. Однак матеріалів, які б підтверджували факт зустрічі та існування такого дослідження, не існує. Також є підстави вважати, що одна людина не змогла б здійснити такий масштабний проєкт самотужки. 
Джон Рокфеллер, Ендрю Карнегі та Генрі Форд, на яких Гілл посилався як на свої джерела, писали власні книги та статті, в яких висловлювали ідеї, що протирічили ідеям, викладеним у книгах Гілла. На відміну від Гілла, який писав, що багатство потребує мало або взагалі не потребує важкої праці, Карнегі, Рокфеллер та Форд неодноразово стверджували, що розбагатіти важко, для цього доведеться багато працювати, а самообман щодо своїх фінансових справ є шкідливим   .
Попри те, що Гілл посилається на Ендрю Карнегі як своє основне джерело, книга містить низку фактичних помилок, що стосуються біографії та поглядів Карнегі. Зокрема, Гілл пише, що Карнегі починав як простий робітник на сталеварному заводі та заробив статок понад триста мільйонів доларів. Насправді Карнегі почав працювати в 13 років на бавовняній фабриці, а його статок дійсно перевищив 300 мільйонів доларів.
Гілл стверджує, що дізнався від Карнегі шість кроків перетворення бажання на гроші: 1) визначити суму, 2) встановити дату, 3) вирішити, що ви готові віддати на заміну, 4) створити план і негайно почати діяти, 5) записати все це на листку, 6) читати запис вголос двічі на день, щоб переконати свою свідомість, що ви вже багата людина. Насправді Ендрю Карнегі, який часто виступав перед студентами та писав статті на теми досягнення успіху та здобуття багатства, ніколи не висловлював подібних тверджень.
Ендрю Карнегі неодноразово підкреслював, що секрет успіху полягає в сумлінній праці, майстерності, яка перевищує середній рівень, та концентрації на одній сфері діяльності. Він вважав, що незалежно від того, чого прагне людина — достатку, багатства, слави чи служіння суспільству — вона може досягти успіху, якщо докладатиме більше зусиль, ніж звичайні люди в тій самій професії.
Вперше опублікована в роки Великої Депресії книга «Думай і багатій» стала класикою мотиваційної літератури, яка заполонила весь світ та подарувала всесвітню славу Наполеону Гіллу. В той час як назва та зміст книги напряму стосуються шляхів збільшення доходів, автор наполягає, що його філософія може допомогти не тільки в питаннях матеріального достатку, але й в реалізації бажань та намірів стати успішним в будь-якій сфері життя. Ця філософія успіху призначена для широкого загалу та викладена в книзі у вигляді покрокової інструкції — 13 розділів, а саме: бажання, віра, самонавіювання, спеціальні знання, уява, планування, рішення, наполегливість, сила розуму, таємниця сексуальної сублімації, підсвідомість, мозок та шосте чуття.

## Переклад українською мовою
- Гілл, Наполеон. Думай і багатій / пер. Ганна Кирієнко. К.: Наш Формат, 2017. — 264 с. — ISBN 978-617-7388-96-7
- Гілл, Наполеон. Думай і багатій / пер. В'ячеслав Сахно. Харків: Книжковий клуб «Клуб Сімейного Дозвілля», 2017. — 256 с. — ISBN 978-617-12-4120-6